# Brooklyn Lee
Brooklyn Lee (1º giugno 1989) è un'ex attrice pornografica statunitense.

## Biografia
È nata in Ohio e ha discendenze svedesi da parte della madre e portoricane da parte del padre. Ha lavorato dal 2010 per la LA Direct Models, agenzia guidata dall'attore Ben English. Successivamente ha fatto parte del cast della Spiegler Girls. Appare nel video di Pink Raise Your Glass (2010). Nella sua carriera ha girato oltre 300 scene e si è aggiudicata 9 AVN, 1 XBIZ e 3 XRCO Awards.
Nel maggio 2013 ha comunicato la decisione di ritirarsi dal mondo del porno.

## Riconoscimenti
AVN Awards
- 2012 – Best All-Girl Group Sex Scene per Cherry 2 con Missy Martinez, Zoey Holloway e Diamond Foxxx[6]
- 2012 – Best New Starlet[6]
- 2012 – Best Sex Scene in a Foreign-Shot Production per Mission Asspossible con Ian Scott[6]
- 2012 – Best Oral Sex Scene (film) per American Cocksucking Sluts 1 con Juelz Ventura[6]
- 2012 – Most Outrageous Sex Scene per American Cocksucking Sluts 1 con Juelz Ventura[6]
- 2013 – Best All-Girl Group Sex Scene per Brooklyn Lee: Nymphomaniac con Ruth Medina & Samantha Bentley[7]
- 2013 – Best Anal Sex Scene (Film) per Oil Overload 7 con Manuel Ferrara[7]
- 2013 – AVN Award for Best Three-Way Sex Scene - Girl/Girl/Boy per Asa Akira Is Insatiable 3 con Asa Akira e James Deen[7]
- 2013 – Most Outrageous Sex Scene per Voracious: The First Season con Rocco Siffredi[7]

XBIZ Awards
- 2013 – Female Performer of the Year[9]

- XRCO Awards
  - 2012 – Orgasmic Oralist[10]
  - 2013 – Superslut[11]
  - 2013 – Orgasmic Oralist[7]